# Резван Юхим Анатолійович
Юхим Анатолійович Резван (нар. 7 жовтня 1957) — російський арабіст та ісламознавець, доктор історичних наук, професор, головний редактор міжнародного журналу Manuscripta Orientalia, заступник директора Музею антропології та етнографії імені Петра Великого.

## Основні наукові досягнення
Основні наукові досягнення Ю. А. Резван пов'язані з вивченням архівних та рукописних зібрань Санкт-Петербурга. Результатом вивчення архівних колекцій стала серія монографій, присвячених російсько-арабським відносинам. Підсумком багаторічних досліджень, пов'язаних з Кораном, історією коранічне екзегетики, публікацій та перекладів Священної книги ісламу стала монографія «Коран і його світ», сучасне введення в кораністіку, що викликало великий інтерес в Росії і за кордоном. Важливим етапом його наукової діяльності стали виявлення, атрибуція, науковий опис і публікація однієї з найстаріших і найважливіших рукописів Корану в світі, так званого «Корану 'Усмана», почитавшегося мусульманами Центральної Азії протягом майже п'ятисот років первоспіском Священного тексту.

## Освіта та кар'єра
- Східний факультет Ленінградського державного університету, кафедра арабської філології, червоний диплом (1975-1980)
- Аспірантура Ленінградського відділення Інституту сходознавства АН СРСР (1980-1983)
- Кандидат історичних наук (1984)
- Institute d 'Etudes Arabes et Islamiques, Universite de la Sorbonne Nouvelle (Paris III) по обміну між АН СРСР і CNRS (1989)
- Доктор історичних наук (2000)
- Почесний професор кафедри ЮНЕСКО з міжрелігійного діалогу для досягнення міжкультурного порозуміння (2006)
- Учасник Радянсько-Єменської комплексної експедиції (1986), ряду етнографічних експедицій МАЕ РАН (Близький Схід, Центральна Азія)
- Співробітник Ленінградського відділення Інституту сходознавства АН СРСР, від старшого лаборанта до заступника директора з науки (1984-2000)
- Заступник директора з науки МАЕ РАН з 2000 року
- Заступник головного редактора журналу „Manuscripta Orientalia“ (1995-2000); з 2000 року - головний редактор

## Науково-організаційна та редакторська діяльність
Ю. А. Резван входить в редакційний комітет міжнародного дослідного і видавничого проекту „Early Qur'ans. The Era of the Prophet, the Right Guided Caliphs and the Umayyades“ (Noseda Foundation, Italy), присвяченого введення в науковий обіг ранніх рукописів Корану. Він також був одним з творців системи автоматичного розпізнавання арабського шрифту, найбільш популярною сьогодні на арабському Сході. Він є головним редактором серії «Культура і ідеологія мусульманського Сходу», членом редакційних колегій ряду наукових серій, вітчизняних та зарубіжних наукових журналів, організатором ряду міжнародних наукових конгресів, проведених у Санкт-Петербурзі, автором статей для ряду академічних енциклопедичних видань: «Іслам . Енциклопедичний довідник» [ISBN 978-5-02-016941-8], «Енциклопедія Корану» [ISBN 90-04-14743-8], енциклопедичного словника «Іслам на території колишньої Російської імперії» [ISBN 978-5-02-018209-7], словника «Іслам на європейському Сході» [ISBN 978-5-7761-1397-0].

## Викладацька діяльність
Ю. А. Резвану був прочитаний ряд спецкурсів на кафедрі філософії і культурології Сходу Філософського факультету СПбДУ, кафедрі Центральної Азії та Кавказу Східного факультету СПбДУ, в московському Центрі Стенфордського університету.

## Виставкові та медійні проекти
Ю. А. Резван - один з організаторів виставки «Від Багдада до Ісфагану. Мініатюра та каліграфія з колекції СПбФ ІВ РАН» (Париж - Нью-Йорк - Лугано - Зальцбург) і співавтор її фундаментального каталогу (французьке [ISBN 978-2-87900-185-2], англійське [ISBN 978-0-7892-0095-2], німецьке та італійське видання). Він виступив керівником серії виставкових проектів, з успіхом пройшли в МАЕ РАН, таких як «Мрії про Схід. Російський авангард і шовку Бухари» і «Експедиції тривають». Є редактором, укладачем та співавтором серії виставкових каталогів «Джейнау - “Ми прийшли“ (араби Узбекистану: образи традиційної культури)» (2004), «Мрії про Схід. Російський авангард і шовку Бухари» (2006), «Країна пахощів (Ємен: образи традиційної культури)» (2007) [ISBN 978-5-91373-011-4] (все російською та англійською мовами). Він очолює медійний проект «Іджма '= Злагода». Серія документальних фільмів, створена в рамках цього проекту, готується до показу на телеканалі «Росія сьогодні».

## Документальні фільми
- У пошуках Корану 'Усмана (2003, автор сценарію і співпродюсер). Режисер А. Абашкін

## Нагороди та звання
- Премія Комітету мусульман Азії за участь у проекті «Іслам на території колишньої Російської імперії» (Ташкент, 1998)
- Почесна нагорода Університету Сока (Токио, 1998)

### За книгу «Коран і його світ»
- Диплом ЮНЕСКО за Найкраще видання, що вносить значний внесок у культуру миру та ненасильства та діалог між цивілізаціями (2001)
- Лауреат національної премії «Книга року» Ісламської Республіки Іран (аналог Державної премії РФ) (2002)
- Лауреат національної премії «Книга року» (Федеральне агентство з друку і масових комунікацій Росії та Асоціація книговидавців Росії) (2001)

### За книгу «"Коран 'Усмана": Санкт-Петербург, Катта-Лангара, Бухара, Ташкент»
- Диплом ЮНЕСКО «Найкраще видання, що вносить значний внесок у діалог культур» (2005)
- Лауреат національної премії «Книга року» в номінації "Humanitas" (2005)
- Лауреат Тегеранської «Виставки Коранів» (2005).
- Лауреат Другого міжнародного конкурсу держав-учасниць СНД «Мистецтво книги» у номінації «Діалог культур» (2005)

## Основні публікації
- Коран в Росії (арабською мовою, у пресі)
- «Коран 'Усмана» (Катта-Лангара, Санкт-Петербург, Бухара, Ташкент)(Санкт-Петербург, 2004) (російсько-англійське видання [ISBN 978-5-85803-265-6])
- Арабська коня в Росії (Дубай, 2005) (арабською мовою)
- Коран і його тлумачення (Санкт-Петербург, 2000) [ISBN 978-5-85803-162-8]
- Хаджж сто років тому: 'Абд ал-'Азіз Давлетшін і його секретна місія в Мекку, 1898 р. (Бейрут, 1993) (арабською мовою)
- Російські кораблі в Затоці. Матеріали Центрального державного архіву ВМФ (арабське [ISBN 978-5-01-002157-3] і англійське [ISBN 978-0-86372-155-7] видання)
- Коран, пров. Д. Н. Богуславського (видання підготовлено спільно з А. Н. Вейраухом) (Санкт-Петербург, 1995) [ISBN 978-5-85803-045-4]
- Коран і його світ (Санкт-Петербург, 2001) (російське [ISBN 978-5-85803-183-3] і журнальне англійське видання)